# Bania (Stanisławice)
Bania – część wsi Stanisławice w Polsce, położona w województwie małopolskim, w powiecie bocheńskim, w gminie Bochnia.
W latach 1975–1998 Bania położona była w województwie krakowskim.